# Sede titolare di Prusa
Prusa (in latino Prusensis) è una sede vescovile titolare della Chiesa cattolica.

## Storia
Prusa, corrispondente alla città di Bursa in Turchia, è sede di un'antica diocesi del patriarcato di Costantinopoli, ancora esistente con il nome di metropolia di Prusa.
Dal XVIII secolo Prusa è annoverata tra le sedi vescovili titolari della Chiesa cattolica; la sede è vacante dal 26 febbraio 1976. L'ultimo titolare è stato Gregorio Elias Olazar Muruaga, vescovo coadiutore e poi vicario apostolico di San Gabriel de la Dolorosa del Marañón in Perù, denominato nel 1960 vicariato apostolico di Yurimaguas.

## Cronotassi
- Benjamin Petre, O.S.B. † (23 giugno 1721 - 22 dicembre 1758 deceduto)
- Michał Roman Sierakowski † (28 settembre 1778 - prima del 24 luglio 1802 deceduto)
- Melchior-Marie-Joseph de Marion-Brésillac, M.E.P. † (6 maggio 1845 - 25 giugno 1859 deceduto)
- Paweł Rzewski † (16 marzo 1863 - 23 ottobre 1892 deceduto)
- Jacobus Cornelis Meeuwissen, C.SS.R. † (3 marzo 1907 - 29 giugno 1916 deceduto)
- José Marcos Semeria † (9 giugno 1922 - 11 ottobre 1934 deceduto)
- Gregorio Elias Olazar Muruaga, C.P. † (11 dicembre 1952 - 26 febbraio 1976 deceduto)